# Denis Zanko
Denis Zanko, né le 13 avril 1964 à Laval (Mayenne), est un footballeur puis entraîneur français. Il joue au poste de milieu de terrain du milieu des années 1980 au milieu des années 1990. 
Formé au Stade lavallois, il joue ensuite au Matra Racing, au FC Tours, à l'USL Dunkerque avant de finir sa carrière à l'ASOA Valence.
Reconverti entraîneur, il dirige l'ASOA Valence puis le centre de formation du Stade lavallois pendant six ans. Il est entre 2011 et 2013 l'entraîneur principal du Mans FC. Il est, de 2014 à 2016, l'entraîneur du Stade lavallois.
À partir de 2017 , il devient entraîneur de la réserve du Toulouse FC, puis est nommé à la tête de l'équipe première en janvier 2020. En juin 2020, à la suite de la descente du club en Ligue 2 et au changement de propriétaire du club, Denis Zanko devient le directeur technique du centre de formation.

## Biographie

### Joueur
Denis Zanko commence le football en 1974 dans le club de l'US Saint-Berthevin. À 14 ans, il intègre le centre de formation du Stade lavallois et il fait ses débuts en équipe réserve lors de la saison 1980-1981. En 1982 il signe un contrat stagiaire. Après quatre saisons pleines à ce niveau, il rejoint l'équipe première en 1984-1985. Milieu de terrain actif et technique, il dispute son premier match professionnel lors de la huitième journée du championnat face au RC Strasbourg. L'entraîneur Michel Le Milinaire le fait entrer en jeu à la 26e minute de la rencontre en remplacement de Pedro Pedrucci et à la 46e minute, il inscrit le deuxième but de la victoire deux buts à un des Lavallois. En octobre, il remporte avec ses coéquipiers la Coupe de la Ligue. Les Lavallois s'imposent sur le score de trois buts à un face à l'AS Monaco, Denis Zanko entre en jeu à la 51e minute de la rencontre en remplacement de Loïc Pérard. En fin de saison, il intègre l'équipe de France espoirs dirigée par Marc Bourrier et dispute le Tournoi de Toulon. Les « Bleuets » emmenés par leur buteur Jean-Pierre Papin s'imposent en finale face à l'Angleterre sur le score de trois à un.
Denis Zanko est transféré, dès la saison suivante, au Matra Racing de Jean-Luc Lagardère qui vient de redescendre en Division 2. Il dispute 26 matchs avec le club parisien qui remporte en fin de saison le championnat. Il n'est cependant pas conservé par le club parisien et rejoint alors le FC Tours, club de Division 2 qui vise la montée. Le club ne termine en fin de saison que septième du  groupe A du championnat puis l'année suivante se retrouve relégué après avoir terminé à la dix-septième place du groupe A. Denis Zanko quitte alors le club tourangeau et rejoint un autre club de Division 2, l'USL Dunkerque. Après trois saisons dans ce club, il rejoint l'USJOA Valence en Division 3. Le club dromois remporte le groupe Sud du championnat 1991-1992 et monte en Division 2. Denis Zanko dispute encore deux saisons avec le club dont il devient le capitaine puis met un terme à sa carrière de joueur en 1995 à la suite d'une hernie discale et d'une opération du ménisque.

### Entraîneur
En parallèle de son parcours de joueur, il prend en charge l'équipe des moins de dix-sept ans de l'ASOA Valence en 1992 et reste à ce poste après l'arrêt de sa carrière de joueur. En juillet 1998, il est nommé entraîneur adjoint de l'équipe première puis en novembre 1999, il devient entraîneur principal en remplacement de Bruno Metsu. Il exerce cette fonction jusqu'en fin de saison qui voit le club dromois être relégué en National. En septembre 2000, après quatre défaites en quatre matchs en National, il est remplacé par Didier Notheaux. En juin 2001, il devient, pour une saison, entraîneur adjoint de l'Union montilienne sportive.
En mars 2002, après deux sessions de stage et une semaine d'examens, il est admis au certificat de formateur de football (CFF). Denis Zanko retourne en 2002 au Stade lavallois où il prend en charge le centre de formation et l'équipe B. Il renouvelle son contrat en mai 2007 puis quitte le club en juin 2008, alors qu'il lui reste un an de contrat, pour diriger le centre de formation du Mans FC.
Il est nommé entraîneur de l'équipe première du Mans FC par le président Henri Legarda, le 28 décembre 2011, en remplacement d'Arnaud Cormier alors que le club est dix-septième de Ligue 2. Pour le président manceau, Denis Zanko est alors « le plus à même de mettre en place une nouvelle dynamique et de mener nos troupes pour cette opération commando ». Après avoir accompli sa mission "Maintien en L2", il prolonge au club jusqu'en 2014. Le 24 avril 2013, il est démis de ses fonctions d'entraîneur et, en fin de saison, quitte le club pour devenir l'adjoint de Philippe Hinschberger au Stade lavallois.
À la suite d'une série de neuf matchs sans victoire et une position de premier relégable, Philippe Hinschberger est démis de ses fonctions le 24 février 2014 et Denis Zanko est alors nommé entraîneur de l'équipe lavalloise. Dix-septièmes en fin de saison puis huitième en 2015, son contrat est prolongé de deux ans en janvier 2016. En avril 2016, à l'issue de deux ans de formation à Clairefontaine, il décroche le BEPF, plus haut diplôme d'entraîneur en France. Le 5 novembre 2016, après une septième défaite en quatorze journées, il est démis de ses fonctions.
Lors de la saison 2017-2018, il devient le nouveau directeur technique du centre de formation du Toulouse FC et le nouvel entraîneur de la réserve. En janvier 2020, à la suite du limogeage d'Antoine Kombouaré, Denis Zanko devient l'entraîneur de l'équipe première du Toulouse FC,. En juin 2020, à la suite de la descente du club en Ligue 2 et au changement de propriétaire du club, Denis Zanko n'est pas conservé dans l'organigramme de l'équipe première. Il devient alors directeur technique du centre de formation. Le 31 mars 2022, il annonce qu'il quittera le club à la fin de la saison. En mai 2022, il est pressenti pour prendre la direction du centre de formation du Stade lavallois mais aucun échange concret n'a lieu avec la direction du club sur le sujet. Il quitte Toulouse sur un titre de champion de France U17, le premier de l'histoire du club.
En juin 2022, il rejoint les Girondins de Bordeaux en tant qu'adjoint de David Guion. Le 20 novembre 2023, il est nommé adjoint du Stade rennais FC à la suite de l'arrivée de Julien Stéphan et au départ de Bruno Génésio et seulement une année au club il est demis de c'est fonction avec le coach Julien Stéphan,.

## Palmarès
Denis Zanko dispute 27 rencontres pour deux buts marqués en Division 1 et 249 rencontres pour deux buts inscrits en Division 2. Sous les couleurs de son club formateur, le Stade lavallois, il remporte la Coupe de la Ligue de football 1984.
Avec le Matra Racing, il est champion de France de Division 2 en 1986 et avec l'USJOA Valence, il gagne le groupe Sud de Division 3 en 1992.
International espoirs, il remporte avec les « Bleuets » le Tournoi de Toulon en 1985.
Il est champion de France U17 en 2022.

## Statistiques
Le tableau ci-dessous résume les statistiques en match officiel de Denis Zanko durant sa carrière de joueur professionnel,.
| Saison                | Club                  | Championnat           | Championnat | Championnat | Coupe(s) nationale(s) | Coupe(s) nationale(s) | Finale Division 2 | Finale Division 2 | Total | Total |
| Saison                | Club                  | Division              | M.          | B.          | M.                    | B.                    | M.                | B.                | M.    | B.    |
| 1984-1985             | Stade lavallois       | Division 1            | 27          | 2           | 1                     | 0                     | -                 | -                 | 28    | 2     |
| 1985-1986             | Matra Racing          | Division 2            | 26          | 0           | -                     | -                     | 2                 | 0                 | 28    | 0     |
| 1986-1987             | Tours FC              | Division 2            | 28          | 0           | 5                     | 1                     | -                 | -                 | 33    | 1     |
| 1987-1988             | Tours FC              | Division 2            | 30          | 0           | -                     | -                     | -                 | -                 | 30    | 0     |
| 1988-1989             | USL Dunkerque         | Division 2            | 34          | 1           | 3                     | 0                     | -                 | -                 | 37    | 1     |
| 1989-1990             | USL Dunkerque         | Division 2            | 28          | 0           | -                     | -                     | -                 | -                 | 28    | 0     |
| 1990-1991             | USL Dunkerque         | Division 2            | 25          | 0           | 1                     | 0                     | -                 | -                 | 26    | 0     |
| 1991-1992             | USJOA Valence         | Division 3            | 30          | 1           | 1                     | 0                     | -                 | -                 | 31    | 1     |
| 1992-1993             | ASOA Valence          | Division 2            | 28          | 1           | -                     | -                     | -                 | -                 | 28    | 1     |
| 1993-1994             | ASOA Valence          | Division 2            | 36          | 0           | -                     | -                     | -                 | -                 | 36    | 0     |
| 1994-1995             | ASOA Valence          | Division 2            | 14          | 0           | -                     | -                     | -                 | -                 | 14    | 0     |
| Total sur la carrière | Total sur la carrière | Total sur la carrière | 306         | 5           | 11                    | 1                     | 2                 | 0                 | 319   | 6     |